# Ben Williams (Schiedsrichter)

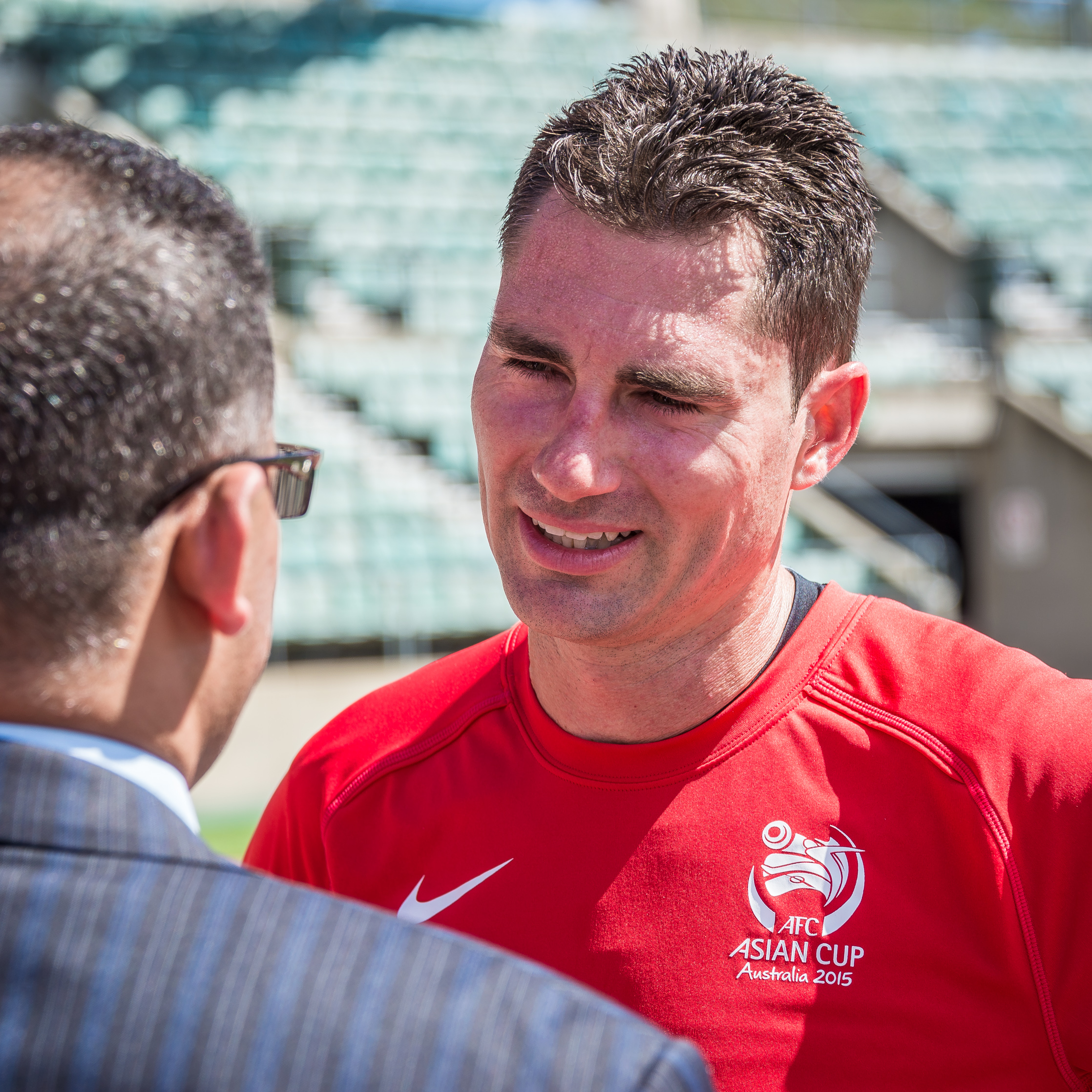
Ben Williams

Benjamin Jon Williams (* 14. April 1977 in Canberra) ist ein australischer Fußballschiedsrichter.
Er ist seit 2005 FIFA-Schiedsrichter und leitet seit 2008 Spiele der asiatischen Champions League. 2010 wurde er für die Klub-Weltmeisterschaft, wo er jedoch nicht zum Einsatz kam, und für das Fußballturnier der Asienspiele in Guangzhou ausgewählt. Außerdem war Williams bei der Asienmeisterschaft 2011 in Katar im Einsatz, wo er das Vorrundenspiel zwischen Kuwait und China (0:2) leitete. 2012 durfte er dann an den Olympischen Spielen teilnehmen und das AFC-Champions-League-Finale leiten. Auch bei der U20-Weltmeisterschaft 2013 wurde er von der FIFA eingesetzt. Bei der Fußball-Weltmeisterschaft 2014 leitete er drei Partien, davon zwei in der Gruppenphase und ein Achtelfinale.
Williams ist Sportlehrer und lebt in Canberra.

## Einsätze bei der Fußball-Weltmeisterschaft 2014
| Phase        | Datum         | Spielort  | Heimmannschaft | Gastmannschaft | Ergebnis              |
| ------------ | ------------- | --------- | -------------- | -------------- | --------------------- |
| Gruppenphase | 21. Juni 2014 | Curitiba  | Honduras       | Ecuador        | 1:2 (1:1)             |
| Gruppenphase | 26. Juni 2014 | São Paulo | Südkorea       | Belgien        | 0:1 (0:0)             |
| Achtelfinale | 29. Juni 2014 | Recife    | Costa Rica     | Griechenland   | 5:3 i. E. (1:1 n. V.) |